# Ṙ
Das Ṙ (kleingeschrieben ṙ) ist ein Buchstabe des lateinischen Schriftsystems. Er besteht aus einem R mit Überpunkt.
Der Buchstabe wird zur Transliteration des armenischen Alphabets verwendet. Dort entspricht das Ṙ dem armenischen Buchstaben Ռ. Dieses stellt ein gerolltes R dar, was einem stimmhaften alveolaren Vibranten /⁠r⁠/ entspricht. Das normale R hingegen steht für den armenischen Buchstaben Ր, welcher genauso wie das englische R ausgesprochen wird, also einen stimmhaften alveolaren Approximanten /ɹ/ darstellt.

## Darstellung auf dem Computer
Unicode enthält das Ṙ an den Codepunkten U+1E58 (Großbuchstabe) und U+1E59 (Kleinbuchstabe).
In TeX kann man das Ṙ mit den Befehlen \.R und \.r bilden.